# Ouro Donka
Ouro Donka est un village du Cameroun situé dans la Région du Nord et le département de la Bénoué. Il dépend administrativement de la commune de Ngong et de l’arrondissement de Tcheboa, et, au niveau de la chefferie traditionnelle, du lamidat de Tcheboa. Il est à 26km du chef lieu de la région du Nord sur la nationale N1 et à 1km de Djefatou. 

## Population
Lors du recensement de 2005, 1154 habitants y ont été dénombrés.
La population est surtout et essentiellement constituée des Mafa et Laka. 